# Долотинка (Красносулинский район)
Долотинка — хутор в Красносулинском районе Ростовской области.
Входит в состав Долотинского сельского поселения.

## География
Хутор расположен на правом берегу реки Большая Гнилуша, на расстоянии примерно 16 км от города Красный Сулин, административного центра района.

## Население
| 2010 |
| ---- |
| 367  |

## Улицы
- ул. Заречная,
- ул. Малиновского,
- ул. Степная.